# Estación de Shanghái Hongqiao
La estación de Shanghái Hongqiao (en chino tradicional, 上海虹橋站; en chino simplificado, 上海虹桥站; pinyin, Shànghǎi Hóngqiáo Zhàn; shanghainés: Zånhae œnjiohzaen) es una de las cuatro estaciones de ferrocarril más importantes de Shanghai, China junto con las de Shanghai, Shanghai Sur y Shanghai Oeste. Fue inaugurada en 2010, tiene una superficie total de 1,3 millones de metros cuadrados y es la estación de ferrocarril más grande de Asia.
La estación de trenes Shanghai Hongqiao, ubicada en el distrito de Minhang de Shanghai, es una parte importante del Centro de Transporte Integral de Hongqiao ("el centro de Hongqiao"). La estación está al lado de la Terminal 2 del Aeropuerto Internacional Hongqiao de Shanghai y las líneas 2, 10 y 17 del Metro de Shanghai.